# Notodonta
Notodonta is een geslacht van vlinders uit de familie van de tandvlinders (Notodontidae).

## Soorten
- N. albicosta  (Matsumura, 1920)
- N. albipuncta Gaede, 1930
- N. angustipennis Mabille, 1881
- N. basalis Wileman & South, 1917
- N. basitriens Walker, 1855
- N. bhasini Bryk, 1950
- N. bipunctigera Matsumura, 1925
- N. dembowskii Oberthür, 1879
- N. dentilinea Hampson, 1891
- N. dromedarius (Linnaeus, 1767) - dromedaris
- N. griseotincta Wileman, 1910
- N. grummi Christoph, 1885
- N. herculana Popescu-Gorj & Capuse, 1963
- N. inclusa Hampson, 1910
- N. jankowski Oberthür, 1879
- N. mushensis Matsumura, 1929
- N. pacifica Behr, 1892
- N. pira Druce, 1901
- N. roscida Kiriakoff, 1963
- N. rothschildi Wileman, 1916
- N. scitipennis Walker, 1862
- N. simplaria Graef., 1881
- N. torva (Denis & Schiffermüller, 1775) - geelbruine tandvlinder
- N. trachitso Oberthür, 1894
- N. tritophus (Denis & Schiffermüller, 1775) - wilgentandvlinder
- N. ziczac Linnaeus, 1758 - kameeltje